# Гарцський нудистський маршрут
51°33′51″ пн. ш. 11°12′09″ сх. д. / 51.56417° пн. ш. 11.2025° сх. д.
Гарцський нудистський маршрут (нім. Harzer Naturistenstieg) — найстаріша нудська пішохідна стежка Німеччини.

## Розміщення
Стежка розроблена як кільцевий пішохідний маршрут. Він проходить долиною Віппер у південному регіоні Гарц на захід від Віппра. На дамбі Віппра є автостоянки (охороняються в сезон) (місце розташування автостоянки). До Віппра можна дістатися залізничною лінією Клостермансфельд — Віппра, початкова точка знаходиться приблизно за 6 км від станції.

## Характеристики
Кільцева стежка довжиною приблизно 13, за іншими даними 18 км, з численними об'їздами та скороченнями пролягає через ліс, подалі від інших стежок. Вона позначена знаками із зображенням двох оголених туристів та написом: «Якщо ви не хочете бачити голих людей, вам не слід йти далі». Офіційним туристичним знаком для кільцевих стежок є жовте коло, що оточує літеру N. Звичайно, немає жодного зобов'язання ходити голим.

## Історія
Ідея створення цього об'єкта для нагого спорту виникла приблизно у 2008 році. Початковим ініціатором був власник кемпінгу в Данкероде. З 2009 року маршрут підготовлено з погляду пішохідних умов та облаштовано вказівниками, а також адаптовано до особливих потреб любителів нагого туризму (усунуто колючки та кропиву). Офіційне, але неформальне відкриття відбулося наприкінці травня 2010 року за сприяння Туристичної асоціації Гарца. У 2011 році маршрут розширили; власник кемпінгу в Данкероде вийшов з проєкту після того, як постійні відвідувачі покинули його кемпінг через нагих туристів.
У 2017 році в Люнебурзькій пустці відкрили ще один нудистський пішохідний маршрут — Унделохський нудистський маршрут (Naturistenweg Undeloh).

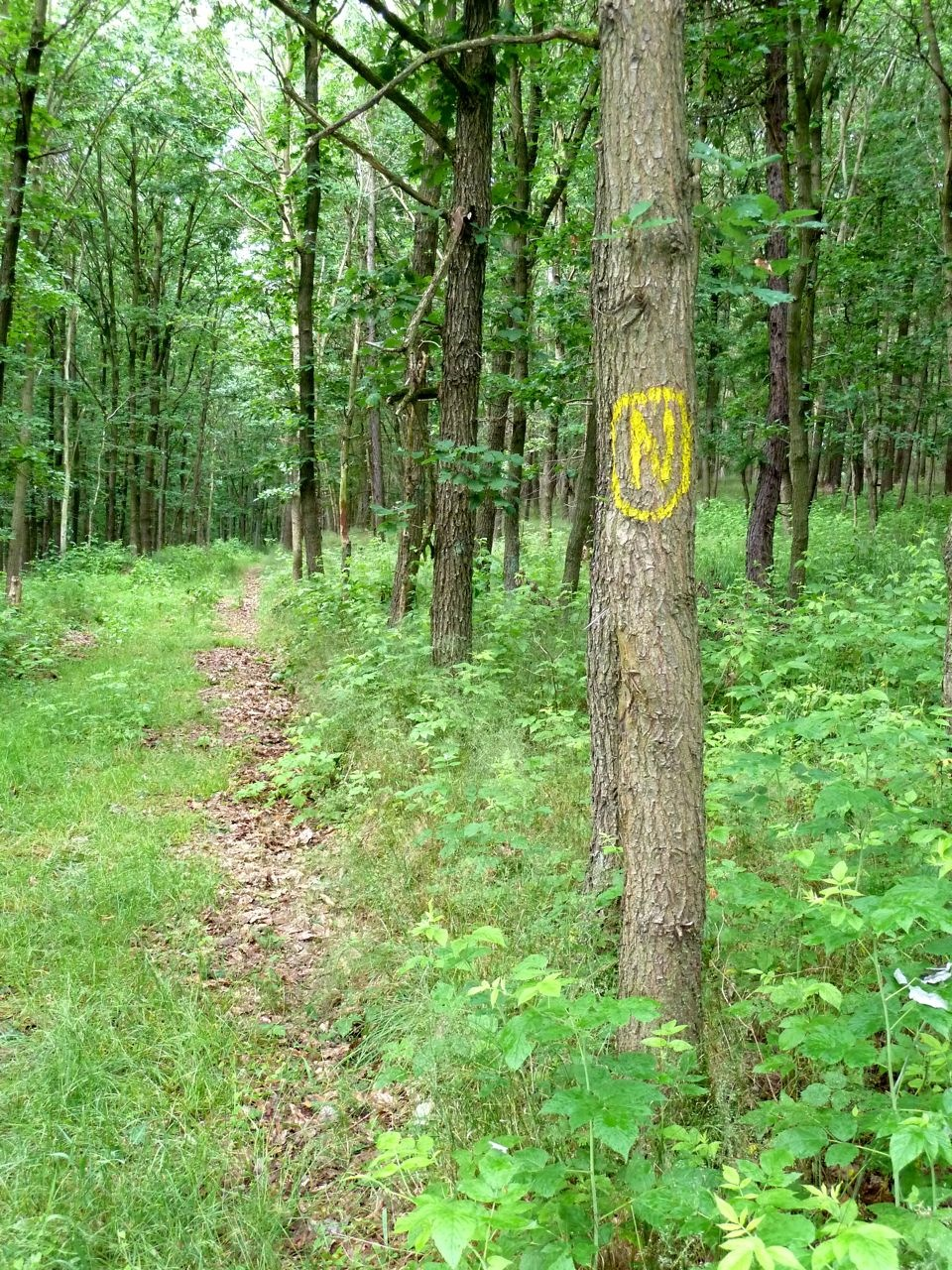
Жовтий туристичний знак N на дереві
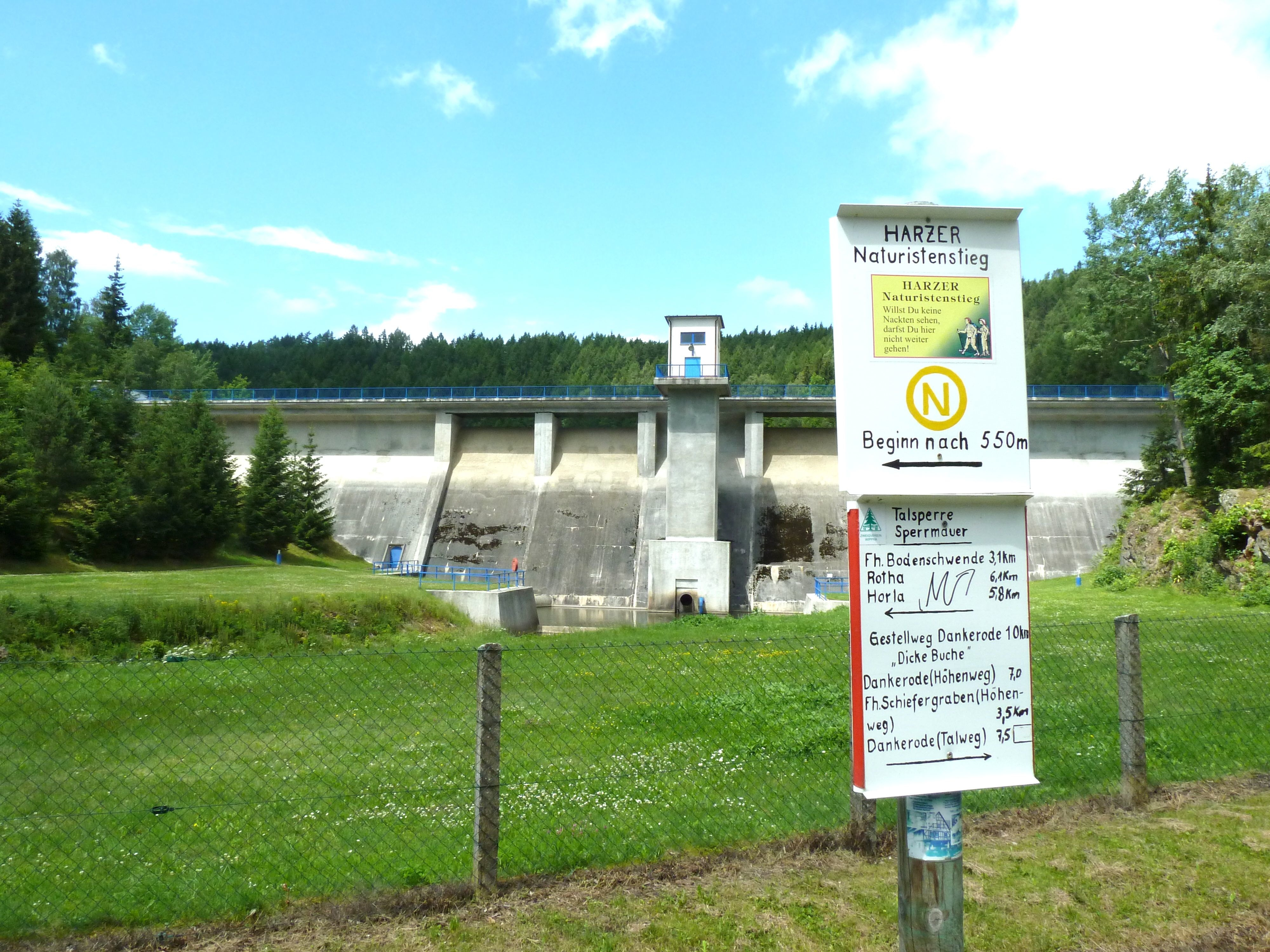
Знак біля дамби, що вказує на початок нудистської стежки
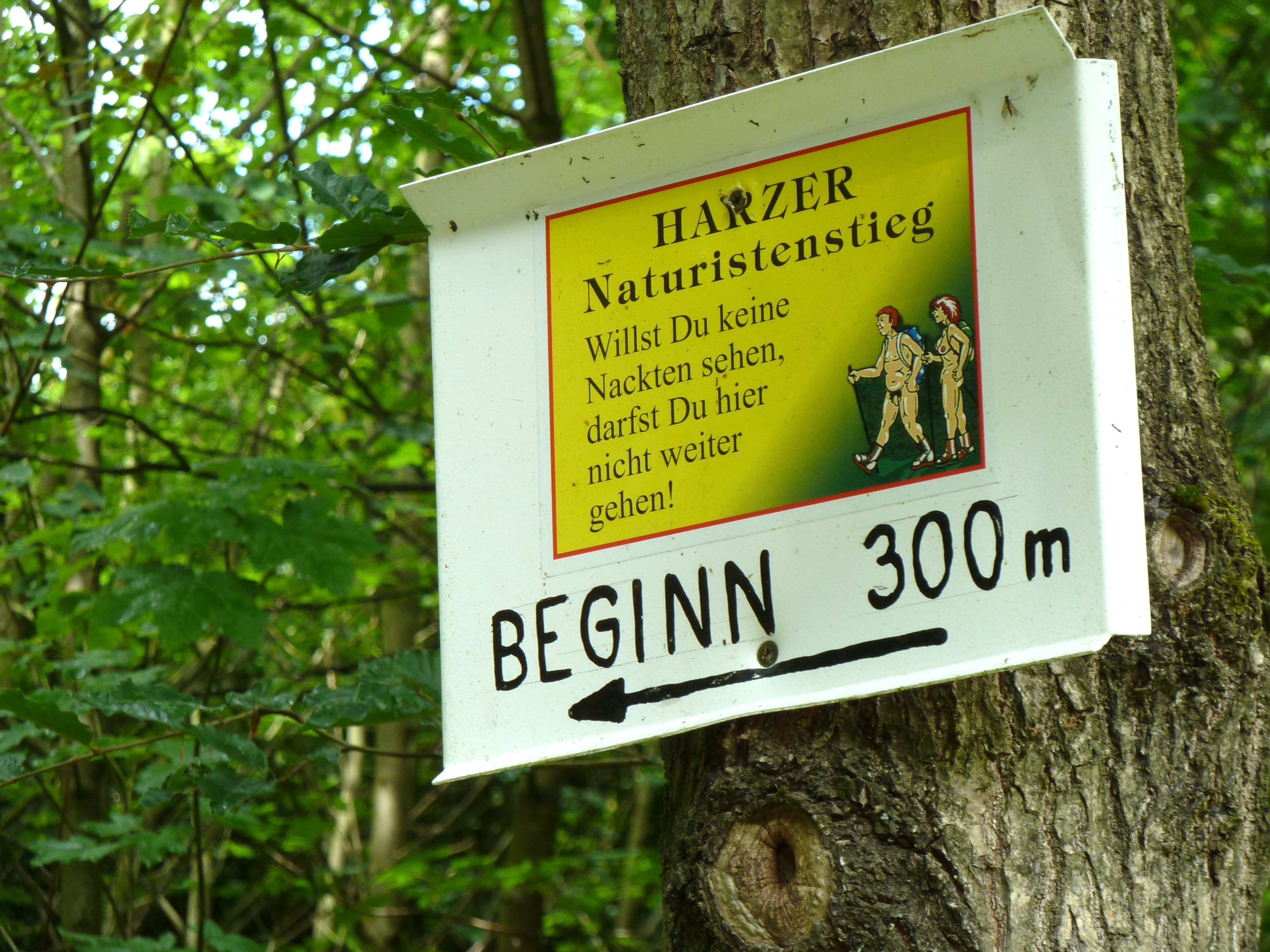
Натуристська стежка Гарца, починається через 300 метрів
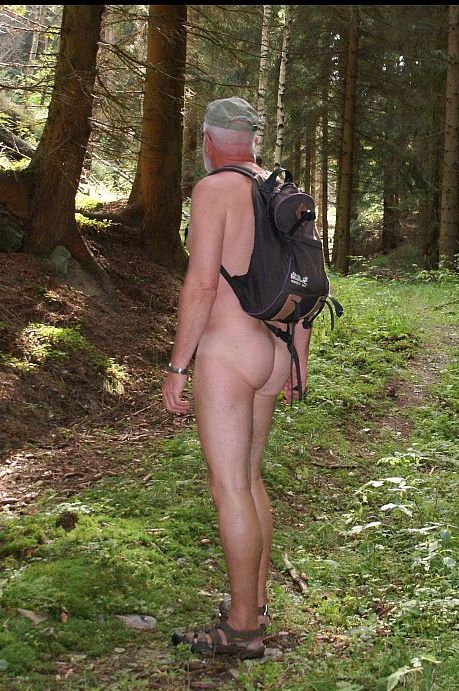
Голий похід у горах Гарц 2010 року

## Вебпосилання
- Історія на Openstreetmap